# Tsai Ming-liang

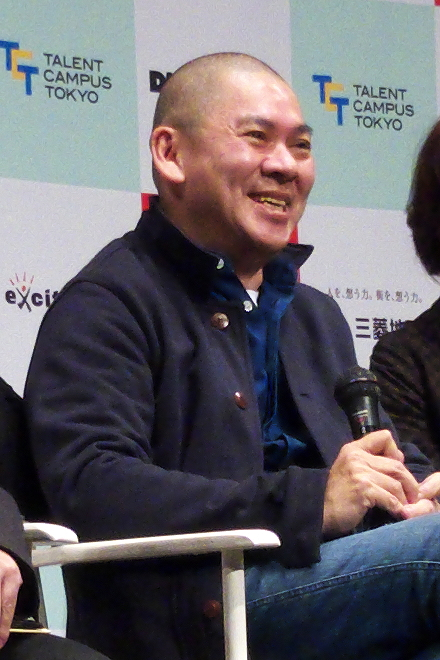
Tsai Ming-liang 2013.

Tsai Ming-liang (kinesiska: 蔡明亮; pinyin: Cài Míngliàng), född 27 oktober 1957 i Kuching i dåvarande brittiska kronkolonin Sarawak (nuvarande Malaysia), är en taiwanesisk filmregissör och manusförfattare. Han flyttade till Taiwan 1977. En av Tsais mer kända filmer är Vad är klockan i Paris? (2001).
Vid filmfestivalen i Venedig 1994 tilldelades Tsai Ming-liangs film Länge leve kärleken! (1994) Guldlejonet, priset för bästa film, delat ihop med filmen Innan regnet faller (1994) i regi av Milčo Mančevski.
Han lyfts ofta fram som ett exempel på genren slow cinema.

## Filmografi (urval)
- 1992 – Rebels of the Neon God (Qing shao nian nuo zha)
- 1994 – Länge leve kärleken!
- 1997 – Floden (He liu)
- 1998 – Hålet
- 2001 – Vad är klockan i Paris?
- 2003 – Goodbye, Dragon Inn (Bu san)
- 2005 – The Wayward Cloud (Tian bian yi duo yun)
- 2006 – Jag vill inte sova ensam
- 2007 – Chacun son cinéma (delen "It's a Dream")
- 2013 – Stray Dogs